# Calycocarpum
Calycocarpum é um género botânico pertencente à família Menispermaceae.

## Espécies
- Calycocarpum lyonii Nutt.  ex A.Gray